# Bengt C.W. Carlsson
För andra personer med samma namn, se Bengt Karlsson.
Bengt Carl Wilhelm Carlsson, född 1 januari 1948 i Kristianstad, är en svensk skådespelare, dansare och sångare.

## Biografi
Carlsson filmdebuterade i Långt borta och nära (1976) och har sedan dess medverkat i dryga trettiotalet TV- och filmproduktioner. Han utbildade sig vid Teaterhögskolan i Stockholm 1973-76. Vid Guldbaggegalan 2013 nominerades Carlsson till en Guldbagge för Bästa manliga huvudroll för sin roll som Alvar i Lycka till och ta hand om varandra.

## Filmografi
- 1976 – Långt borta och nära
- 1982 – Strul
- 1983 – Den tredje lyckan
- 1986 – På liv och död
- 1989 – Förhöret
- 1991 – Goltuppen (TV-serie)
- 1996 – Percy tårar (TV-serie)
- 1998 – Kärlek och hela alltihopa
- 1998 – Rederiet (TV-serie)
- 1998 – Skilda världar (TV-serie)
- 2000 – Försäljerskan
- 2000 – Sånger från andra våningen
- 2002 – Mantra
- 2002 – Bella bland kryddor och kriminella (TV-serie)
- 2004 – Linné och hans apostlar (TV-serie)
- 2004 – Sommarlek
- 2005 – Coachen (TV-serie)
- 2005 – Van Veeteren – Carambole
- 2006 – Varannan vecka
- 2006 – Mäklarna (TV-serie)
- 2007 – Den nya människan
- 2007 – Du levande
- 2007 – Labyrint (TV-serie)
- 2009 – Wallander – Prästen
- 2009 – Livet i Fagervik (TV-serie)
- 2010 – Solsidan (TV-serie)
- 2010 – Morden i Sandhamn (TV-serie)
- 2010 – Pura vida
- 2011 – The Girl with the Dragon Tattoo
- 2012 – Lycka till och ta hand om varandra
- 2012 – Dom över död man
- 2013 – En pilgrims död (TV-serie)
- 2017 – Torpederna (TV-serie)
- 2018 – Sthlm Rekviem (TV-serie)
- 2019 – Bonusfamiljen (TV-serie)
- 2019 – Revansch (TV-serie)
- 2023 – En dag och en halv
- 2025 – Hemmet

## Teater

### Roller
| År   | Roll                                       | Produktion                                                                         | Regi                 | Teater                   |
| ---- | ------------------------------------------ | ---------------------------------------------------------------------------------- | -------------------- | ------------------------ |
| 1972 |                                            | En skön juvel (Turcaret ou le Financier) Alain-René Lesage                         | Ulf Gran             | Teater Proteus           |
| 1982 | Karl Bengtsson                             | Den blomstertid nu kommer Gunnar Ohrlander                                         | Stefan Böhm          | Fria Proteatern          |
| 1983 | Paris                                      | Sköna Helena (La Belle Hélène) Jacques Offenbach, Henri Meilhac och Ludovic Halévy | Olof Willgren        | Fria Proteatern          |
| 1993 | Stöveln Stora hatten Grisen Grodan Socka 1 | Ett litet drömspel Staffan Westerberg                                              | Agneta Ehrensvärd    | Dramaten                 |
| 1999 | Scaley Herr Blightey Arthur Gride          | Nicholas Nickleby (The Life and Adventures of Nicholas Nickleby) David Edgar       | Georg Malvius        | Stockholms stadsteater   |
| 2001 |                                            | Måsen (Чайка, Tjajka) Anton Tjechov                                                | Lars Norén           | Riksteatern              |
| 2008 |                                            | Rysk roulette (Dying for it) Moira Buffini                                         | Anette Norberg       | Göteborgs stadsteater    |
| 2010 |                                            | Enron Lucy Prebble                                                                 | Dritëro Kasapi       | Örebro länsteater        |
| 2012 | Medverkande                                | Säg att du är hungrig Kajsa Giertz och Irena Kraus                                 | Kajsa Giertz         | Dramaten                 |
| 2013 | Major Courtney                             | Ladykillers (The Ladykillers) Graham Linehan                                       | Lena Koppel          | Riksteatern              |
| 2014 | Röst                                       | Begränsat utrymme Henrik Bromander                                                 | Nils Poletti         | Turteatern               |
| 2015 | Fabian                                     | Trettondagsafton (Twelfth Night, or What You Will) William Shakespeare             | Åsa Melldahl         | Dramaten                 |
| 2015 | Talbot                                     | Maria Stuart Friedrich Schiller                                                    | Peter Konwitschny    | Dramaten                 |
| 2015 | Röst                                       | Landskap med vinterfåglar Jacob Hirdwall                                           | Jacob Hirdwall       | Stockholms stadsteater   |
| 2015 | Carl                                       | Fanny och Alexander Ingmar Bergman                                                 | Stefan Larsson       | Dramaten                 |
| 2016 | Stanislav Samutsevitj Polis                | Pussy Riot Irena Kraus                                                             | Malin Stenberg       | Dramaten                 |
| 2016 |                                            | Huset vid nattens ände (Haus am Ende der Nacht) Sebastian Hartmann                 | Sebastian Hartmann   | Dramaten                 |
| 2016 | Sjabelskij                                 | Ivanov (Иванов, Ivanov) Anton Tjechov                                              | Alexander Mørk-Eidem | Dramaten                 |
| 2016 | Carl Ekdahl                                | Fanny och Alexander Ingmar Bergman                                                 | Stefan Larsson       | Dramaten                 |
| 2017 | Bernard Harry                              | Molnens bröder Barbro Lindgren                                                     | Lars Rudolfsson      | Dramaten                 |
| 2017 | Nikolaj m.fl.                              | Anna Karenina (Анна Каренина) Lev Tolstoj                                          | Tobias Theorell      | Dramaten                 |
| 2018 |                                            | Det är det (Det) Inger Christensen                                                 | Anne Thulin          | Dramaten                 |
| 2019 | Kung Lear                                  | Kung Lear (King Lear) William Shakespeare                                          | Sara Giese           | Romateatern              |
| 2022 |                                            | Älskad, saknad Malin Lagerlöf                                                      | Carl Johan Karlson   | Uppsala stadsteater      |
| 2025 | Venticello 2                               | Amadeus Peter Shaffer                                                              | Sunil Munshi         | Kulturhuset Stadsteatern |